# Bisdom Pelplin

Bisdommen in Polen
11. Aartsbisdom Gdańsk
12. Bisdom Pelplin
13. Bisdom Toruń

Het bisdom Pelplin (Latijn: Dioecesis Pelplinensis, Pools: Diecezja Pelplińska) is een in Polen gelegen rooms-katholiek bisdom met zetel in de stad Pelplin. Het bisdom behoort tot de kerkprovincie Gdańsk, en is samen met het bisdom Toruń suffragaan aan het aartsbisdom Gdańsk.
Het bisdom heeft een oppervlakte van 12.890 km² en telde in 2021 290 parochies. Van de 785.000 inwoners was is 2021 92,7% katholiek.

## Geschiedenis

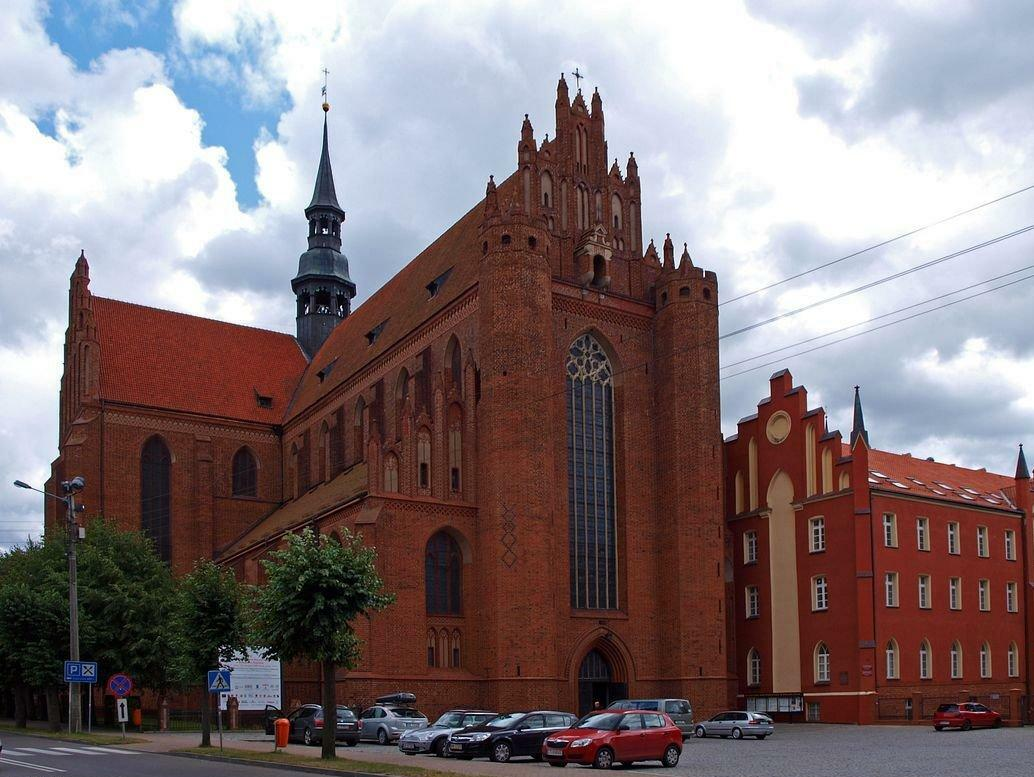
Kathedraal van Pelplin

### Bisdom Chełmno
Het bisdom Chełmno (Kulm) werd in 1222 door de monnik Christiaan van Oliva met instemming van paus Honorius III gesticht. In 1243 werd het met 2 andere bisdommen door de pauselijke legaat Willem van Modena omgevormd tot de Duitse Ordestaat.
De bisschop kreeg rond Lobau 600 boerderijen met land in bezit, evenals het gebruikelijke recht op de tienden. In de overige gebieden bezat hij, zoals gebruikelijk in de bisdommen van de Duitse Orde, een derde van het grondgebied. Een derde hiervan schonk de bisschop aan het domkapittel. De kathedraal van het bisdom stond in Chełmża en het bisdom viel vanaf 1255 in de kerkprovincie Riga. Bij de Tweede Vrede van Thorn (Toruń) op 19 oktober 1466 viel het gebied toe aan Polen. Hierdoor viel het buiten de Duitse Orde en werd het een seculier bisdom.

### Bisdom Pelplin
Het bisdom Chełm werd door paus Johannes Paulus II op 25 maart 1992 met de apostolische constitutie "Totus Tuus Poloniae populus" omgedoopt tot bisdom Pelplin. Delen van het bisdom vielen voortaan onder het bisdom Toruń. Beide bisdommen werden suffragaan aan het aartsbisdom Gdańsk. De kathedraal van het bisdom is de kerk van het voormalige Cisterciënzerklooster.

#### Bisschoppen
- Jan Bernard Szlaga (1992-2012)
- Ryszard Kasyna (2012- )